# Kamaka
Kamaka is een eiland van de Gambiereilanden in Frans-Polynesië. Kamaka ligt 1650 km ten zuidoosten van Tahiti. Het eiland heeft een oppervlakte van 0,5 km². Het ligt ongeveer 14 km ten zuiden van Mangareva. In 2002 woonde er een gezin met vier personen, in 2007 nog maar 1 persoon, in 2012 was het eiland onbewoond en in 2017 woonde er weer een persoon.

## Ecologie
Het eiland heeft een schrale, droogteminnende vegetatie rond de heuveltop. Op het eiland komen 26 vogelsoorten voor waaronder vijf soorten van de Rode Lijst van de IUCN waaronder het witkeelstormvogeltje (Nesofregetta fuliginosa).
Eilanden: Temoe - Mangareva - Aukena - Akamaru - Kamaka - Taravai